# Multi-Class-Fonds
Dieser Artikel wurde aufgrund inhaltlicher und/oder formaler Mängel auf der Qualitätssicherungsseite des Portals Wirtschaft eingetragen. 
Du kannst helfen, indem du die dort genannten Mängel beseitigst oder dich an der Diskussion beteiligst.
Ein Multi-Class-Fonds (auch Multi-Tranchen-Fonds; englisch multi-class fund) ist eine spezielle Form eines Investmentfonds.

## Definition
Ein Multi-Class-Fonds besteht aus einem Bestandsdepot und mehreren Anteilsklassen. Das Bestandsdepot enthält alle Wertpapiere, Derivate, Immobilien etc., in die der Fonds investiert. Das Bestandsdepot stellt die Aktivseite des Fonds dar. Die Passivseite des Fonds gliedert sich in die Anteilsklassen auf. Jede Anteilsklasse besitzt ein eigenes Fondszertifikat, das gehandelt werden kann. Insbesondere können für jede Klasse eigene Vertragsbedingungen gelten. So können sich die einzelnen Klassen bei den Gebühren, aber auch in der Währung, in der sie geführt werden, unterscheiden. Daher hat auch jede Anteilsklasse ihre eigene Preisentwicklung. Alle Anteilsklassen partitionieren jedoch am selben Bestandsdepot.
Ein Multi-Class-Fonds gibt dem Anleger die Möglichkeit, ein für ihn passendes Gebühren- und Ausschüttungsmodell zu wählen. Gleichzeitig profitiert der Anbieter davon, dass der Fondsmanager nur ein Bestandsdepot verwalten muss.

## Fondspreis
Bei einem Multi-Class-Fonds besitzt jede Anteilsklasse einen eigenen Preis. Das Fondsvermögen des gesamten Multi-Class-Fonds berechnet sich als Summe der Fondsvermögen aller Anteilsklassen. Der prozentuale Anteil, den eine Anteilsklasse am Gesamtfondsvolumen besitzt, wird als Klassenfaktor bezeichnet.

## Historie
In Deutschland ist die Auflegung von Fonds mit mehreren Anteilsklassen seit Inkrafttreten des vierten Finanzmarktförderungsgesetzes im Juni 2002 erlaubt. In den USA ist der Handel von Fonds mit mehreren Klassen bereits seit 1940 geregelt.